# Kościół św. Stanisława w Wierzbicy
Kościół świętego Stanisława w Wierzbicy – rzymskokatolicki kościół parafialny należący do dekanatu wierzbickiego diecezji radomskiej.
Obecna świątynia została zbudowana przez cystersów wąchockich około 1709 roku. Budowla była restaurowana w XIX i XX wieku. Pod koniec II wojny światowej kościół ucierpiał. W styczniu 1945 roku niedaleko świątyni wybuchła bomba i uszkodziła ją. Powstał wtedy komitet remontu kościoła. Po zebraniu odpowiedniej kwoty od parafian w 1948 budowla została wyremontowana. Kolejny większy remont został wykonany na przełomie lat 60. i 70. XX wieku. W 2004 roku zostało odnowione wnętrze kościoła.

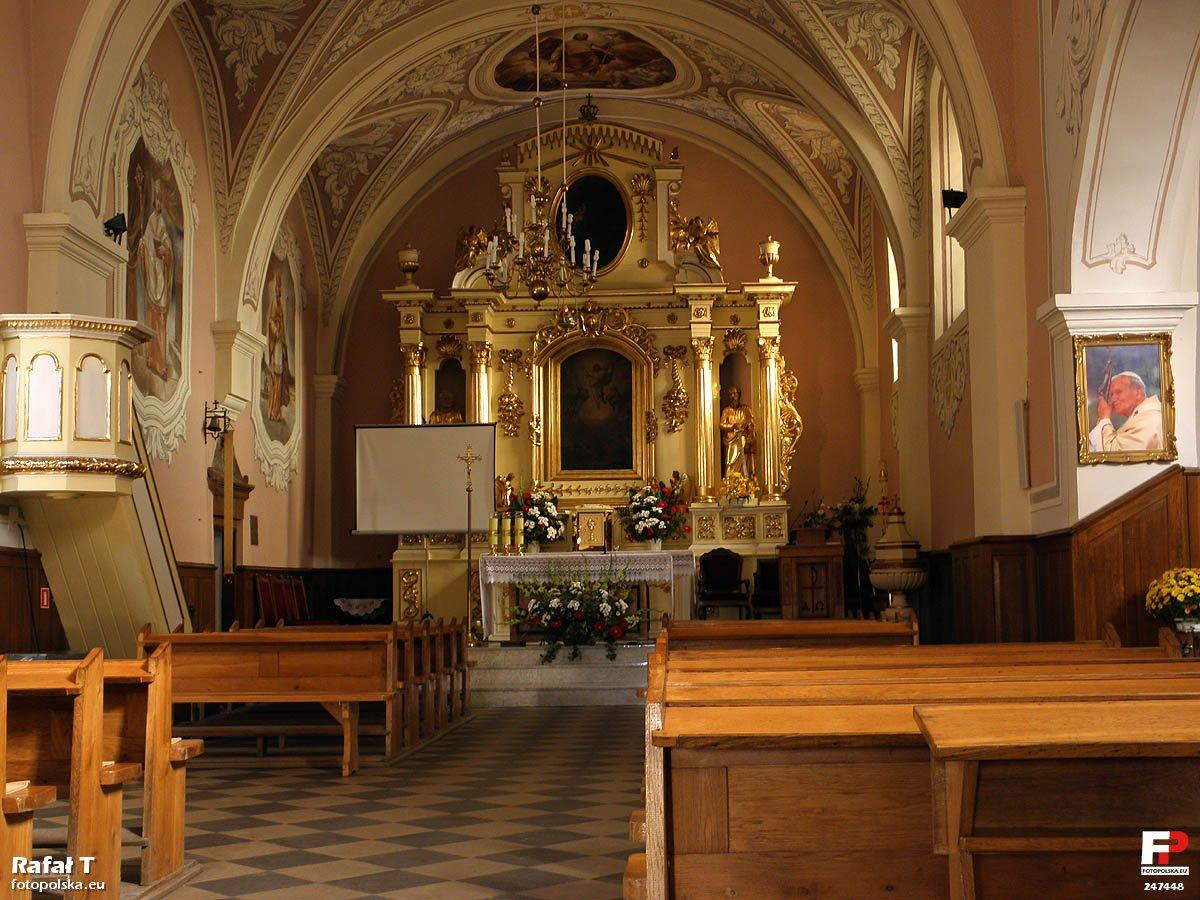
Wnętrze świątyni

Jest to kościół barokowy, orientowany, murowany, wzniesiony z kamienia i otynkowany. Składa się z dwuprzęsłowego prezbiterium i nawy; z lewej i prawej strony części wschodniej nawy umieszczone są dwie symetryczne kaplice, wybudowane na planie kwadratu. Są one otwarte do nawy arkadami i opilastrowane, jedna nakryta jest sklepieniem kolebkowo – krzyżowym, a druga ośmiodzielnym, kopulastym; prezbiterium jest nakryte sklepieniami kolebkowymi z lunetami i posiada ściany rozczłonkowane pilastrami; zakrystia jest nakryta sklepieniem kolebkowym z lunetami; elewacje zewnętrzne są opilastrowane; zachodnia trójdzielna, posiada trójkątny szczyt i kamienny portal. Świątynia posiada dachy dwuspadowe, pokryte blachą ocynkowaną, zakrystia posiada dach pulpitowy.
Do wyposażenia kościoła należą: barokowe kamienne nadproże w prezbiterium, umieszczone nad wejściem do zakrystii, z kartuszem, w którym umieszczone są herby Poraj i litery TCH PW, powyżej znajduje się herb Brochwicz i litery AS AW; drzwi żelazne z herbem Prus I, zamykane na dwuryglowy zamek; nowy ołtarz główny, w którym umieszczony jest obraz Wskrzeszenie Piotrawina, pochodzący z XIX wieku; obrazy, krucyfiksy, epitafia wykonane w XVII i XVIII wieku; obrazy namalowane olejem na płótnie przez księdza Władysława Paciaka jako kopie znanych malarzy (obecnie znajdują się w depozycie galerii Malarstwa Księży w Seminarium Duchownym w Radomiu); chrzcielnica wykonana z drewna; droga krzyżowa, wykonana z grafitu. Organy o 10 głosach zostały zbudowane przez Ignacego Karczewskiego z Warszawy w 1878 roku, i posiadają neoklasycystyczny prospekt architektoniczny.